# Reserva índia del Riu Walker
La Reserva índia del Riu Walker és una reserva índia situada al centre de Nevada als Estats Units. Està situada al llarg del riu Walker entre Yerington i el llac Walker. En el nivell actual del llac, la reserva només té una petita façana del llac Walker. La major part de la reserva (72,68%) es troba al Comtat de Mineral, però hi ha porcions al comtat de Lyon (14,37%) i al comtat de Churchill (12,95%).
La superfície del reserva és 529.970 milles quadrades (1.372,616 km²) i una població de 853 persones segons el cens de 2000. Schurz és l'única ciutat a la reserva. La bassa Weber, un embassament del riu Walker, es troba aigües amunt de Schurz i disposa d'aigua de reg per a les explotacions agràries de la reserva. La majoria de la reserva és pastura per al ramat.
La reserva pertany a la Tribu Paiute del Riu Walker, una tribu reconeguda federalment dels paiute del Nord. El seu nom paiute és Agai-Ticutta, que vol dir 'menjatruites'.
Wovoka, creador de la religió Ghostdance, és enterrat a Schurz.